# Sergueï Volkonski
Pour les articles homonymes, voir Volkonski.
Le prince Sergueï Grigorievitch Volkonski (en russe : Сергей Григорьевич Волконский, souvent francisé en Serge Wolkonsky) (Saint-Pétersbourg, 8 décembre 1788 - Gouvernement de Tchernigov, 28 novembre 1865) est un major-général de cavalerie et décabriste russe.

## Biographie

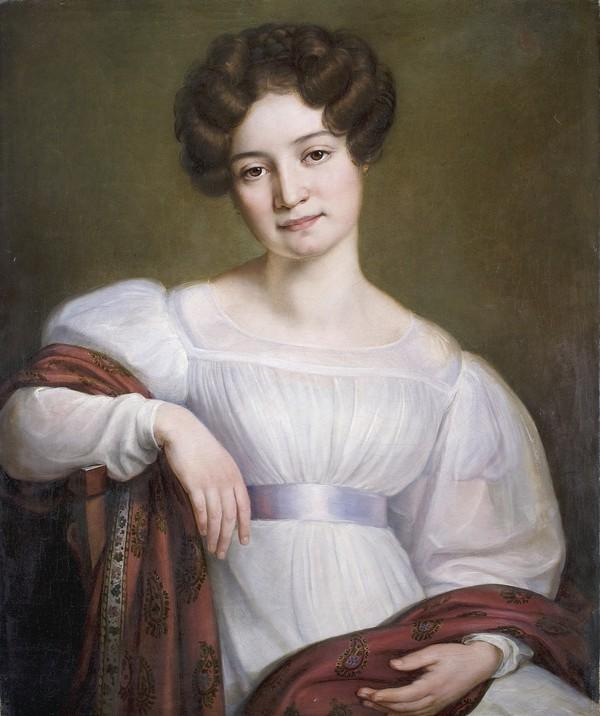
La Princesse Maria Volkonskaïa.

Membre de la famille Volkonski, il est le petit-fils du feld-marechal Nicolas Repnine et épouse Maria, fille du général Nikolaï Raïevski. Son père est Grigory Semionovitch et sa mère Alexandra Nikolaïevna Repnine.

### Carrière
Il a fait sa carrière militaire dans la cavalerie, entré au service en 1796, il se bat contre les français en 1806 et 1807, contre les turcs en 1810-1811.
Il est commandant de la 19e brigade de cavalerie sous le commandement de Ferdinand von Wintzingerode lors de la Campagne de Russie (1812) et se distingue lors de la bataille de la Bérézina et la bataille de Laon après laquelle il regagne Saint-Pétersbourg. Il ne doit cependant pas être confondu avec son cousin Serge Alexandrovitch Wolkonsky, nommé commandant militaire de Reims le 22 mars 1814.

### Honneurs
- 1806 : Ordre de Saint-Vladimir pour son action à Pulstuk ;
- 1807 : une épée d'or Pour le courage pour son action à Friedland et une médaille d'or pour sa blessure à Eylau ;
- 1813 : Ordre de Saint-Georges pour son action à Kalisz, les ordres de Sainte-Anne et la Pour le Mérite lors de la Bataille de Lützen (1813) ; Ordre de l'Épée lors du Siège de Torgau ; l'Ordre impérial de Léopold lors de la Bataille de Leipzig (1813) ;
- 1814 : l'Ordre de l'Aigle rouge pour la Bataille de Laon.

### Insurrection décabriste

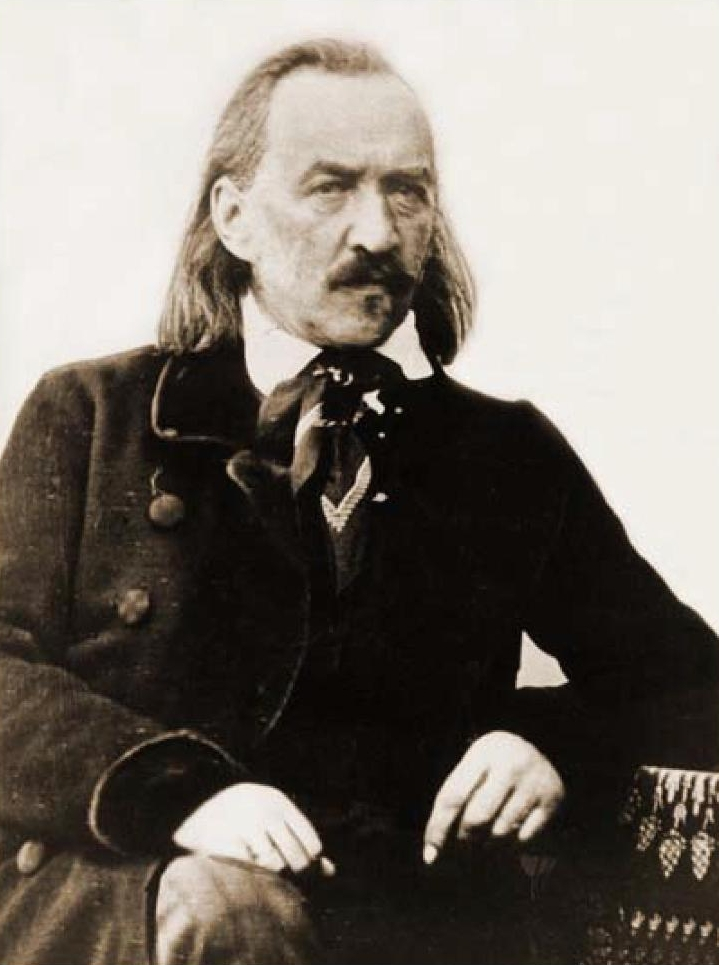
Portrait par Davignon

Il fut l'unique général en service actif à prendre une part directe au soulèvement des Décembristes. Il devient membre de l'Union de la protection sociale (1819) puis membre de la Société du Sud (1821). Sur l'accusation de tentative de soulèvement dans les rangs du régiment d'infanterie Tchernigov et de tentative de régicide, il fut condamné à 20 ans de bagne avec assignation à vie au territoire sibérien. Il participe alors aux expéditions botaniques de Nikolaï Tourtchaninov sur l'Amour, l'Angara et le lac Baïkal.
Le 22 août 1832, cette peine fut ramenée à 15 ans, puis à 10 ans. Il fut interné dans la forteresse de Tchita et travailla dans les mines de Petrovski puis fut transféré à Ourik près d'Irkoutsk. Amnistié le 26 août 1856, il put retourner en Russie, ses titres de noblesse et de prince lui furent rendus.